# Aenne Kurowski-Schmitz
Aenne Kurowski-Schmitz (* 26. März 1894 in St. Tönis bei Krefeld; † 13. November 1968) war eine deutsche Juristin und Diplomatin.

## Leben und Wirken
Aenne Kurowski-Schmitz wurde 1894 als Aenne Schmitz geboren. Nach dem Abitur, das sie 1913 ablegte, studierte sie ab 1914 Mathematik und Naturwissenschaften in München. In den Jahren 1914/15 studierte sie Rechtswissenschaften an den Universitäten Freiburg, Berlin und Bonn. 1919 promovierte sie in Bonn zur Dr. jur.
1920 heiratete Schmitz den Anwalt und Zentrums-Politiker Bruno Kurowski. In den 1920er und 1930er Jahren betrieb das Ehepaar eine gemeinsame Anwaltskanzlei in Danzig. Im Jahre 1925 soll Aenne Kurowski-Schmitz die erste Richterin in Deutschland gewesen sein. Mindestens ein Auftritt im Rundfunk ist nachweisbar: Am 23. März 1928 sprach sie im Sender Danzig in der Danziger Hausfrauenstunde zum Thema „Reform des Ehescheidungsrechtes“.
Außerdem wurde Kurowski-Schmitz am 17. Mai 1935 zur Unterstützung ihres Ehemannes, der neben seinen Geschäften als Anwalt auch die Aufgaben eines österreichischen Konsuls für Danzig wahrnahm, zum österreichischen Vize-Konsul ernannt. Nach der Verhaftung ihres Ehemannes durch die Nationalsozialisten und seiner Ausweisung aus der Stadt im Jahr 1937 führte Kurowski-Schmitz die gemeinsame Kanzlei in Danzig bis 1945 alleine weiter. In den Jahren von 1937 bis 1945 nutzte sie ihre ausgedehnten Beziehungen um Verstecke (so im Haus ihrer Eltern in St. Tönis und im Konvent der Grauen Schwestern bei Danzig) und Anstellungen (eine Kanzlei in Pommern) für ihren Ehemann zu organisieren, der seit 1937 nacheinander in Österreich, Italien und Deutschland lebte. Daneben leistete Kurowski-Schmitz auch anderen vom NS-Regime Verfolgten, darunter auch Juden, Hilfe. 1944 gelang es ihr, beim Danziger Polizeipräsidenten die Annullierung des Aufenthaltsverbotes für ihren – inzwischen schwer erkrankten – Ehemann in der Stadt zu erreichen, so dass dieser sich in einem Danziger Krankenhaus in Behandlung begeben konnte. Nach dem Tod ihres Ehemanns, der noch 1944 starb, widmete Kurowski-Schmitz sich noch bis zur Besetzung Danzigs durch die Rote Armee ihrer Anwaltstätigkeit.
Nach ihrer Flucht aus Danzig ließ Kurowski-Schmitz sich in ihrer Geburtsstadt nieder. Dort wurde sie erneut als Anwältin tätig, außerdem übernahm sie Aufgaben in der Stadtverwaltung. So wurde sie eine der ersten Regierungskommissarinnen in Deutschland. Als Assistentin von Walter Siemers und Kurt Peschke beteiligte sich Kurowski-Schmitz in den Jahren 1947 bis 1948 an der Strafverteidigung von Eduard Houdremont im Krupp-Prozess. Houdremont war der Ehemann ihrer Schwester Marian und wurde als Sonderkommissar für Metallumstellung angeklagt und zu zehn Jahren Haft verurteilt.
1952 wurde Kurowski-Schmitz in den diplomatischen Dienst der Bundesrepublik Deutschland berufen. In den folgenden Jahren vertrat sie die Bundesrepublik Deutschland als Konsul in Basel (1955), Los Angeles und Amsterdam.

## Schriften
- Das Recht der fränkischen Königin, Bonn 1919. (Dissertation)